# ساندي فولتون
ساندي فولتون (بالإنجليزية: Sandy Fulton)‏ هو لاعب كرة قدم بريطاني، ولد في 1942 في مهرفلت ‏ في المملكة المتحدة، وتوفي في 2001. شارك مع منتخب أيرلندا الشمالية لكرة القدم. أما مع النوادي، فقد لعب مع بورتاداون ونادي بيليمينا يونايتد ونادي كليفتونفيل ونادي كوليرين ونادي لينفيلد.